# Tytthoscincus parvus
Tytthoscincus parvus — вид сцинкоподібних ящірок родини сцинкових (Scincidae). Ендемік Індонезії.

## Поширення і екологія
Tytthoscincus parvus мешкають на півночі і в центрі Сулавесі. Вони живуть у вологих рівнинних тропічних лісах, серед опалого листя.

## Збереження
МСОП класифікує цей вид як вразливий. Tytthoscincus parvus загрожує знищення природного середовища.